# Goldingen
Goldingen (toponimo tedesco; fino al 1800 circa Thal) è una frazione di 1 224 abitanti del comune svizzero di Eschenbach, nel Canton San Gallo (distretto di See-Gaster).

## Geografia fisica
Il territorio di Goldingen si estende sulle alture che sovrastano l'estremità nordorientale del lago di Zurigo.

## Storia

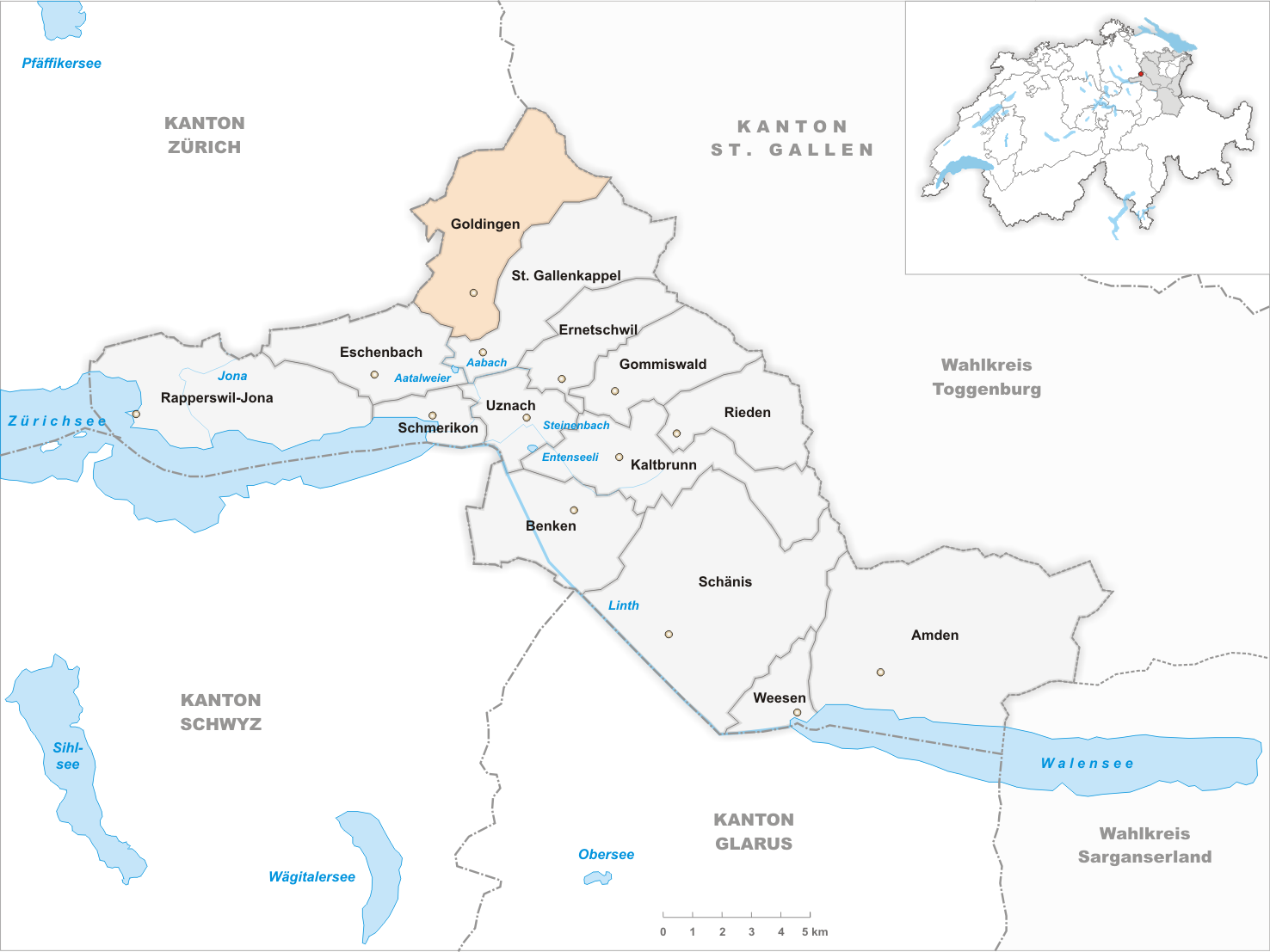
Il territorio di Goldingen prima degli accorpamenti comunali del 2013

Già comune politico istituito nel 1803, che si estendeva per 22,11 km² e che comprendeva anche le frazioni di Echeltschwil, Eglingen, Gibel, Hintersagen (fino al 1800 circa Hintergoldingen), Hubertingen, Oberholz, Vordersagen (fino al 1700 circa Goldingen) e Wolfertingen, il 1º gennaio 2013 è stato accorpato a quello di Eschenbach assieme all'altro comune soppresso di Sankt Gallenkappel.

## Monumenti e luoghi d'interesse
- Chiesa parrocchiale cattolica di San Nicolao, eretta nel 1641 e ricostruita nel 1679[1].

## Società

### Evoluzione demografica
L'evoluzione demografica è riportata nella seguente tabella:
Abitanti censiti

## Economia

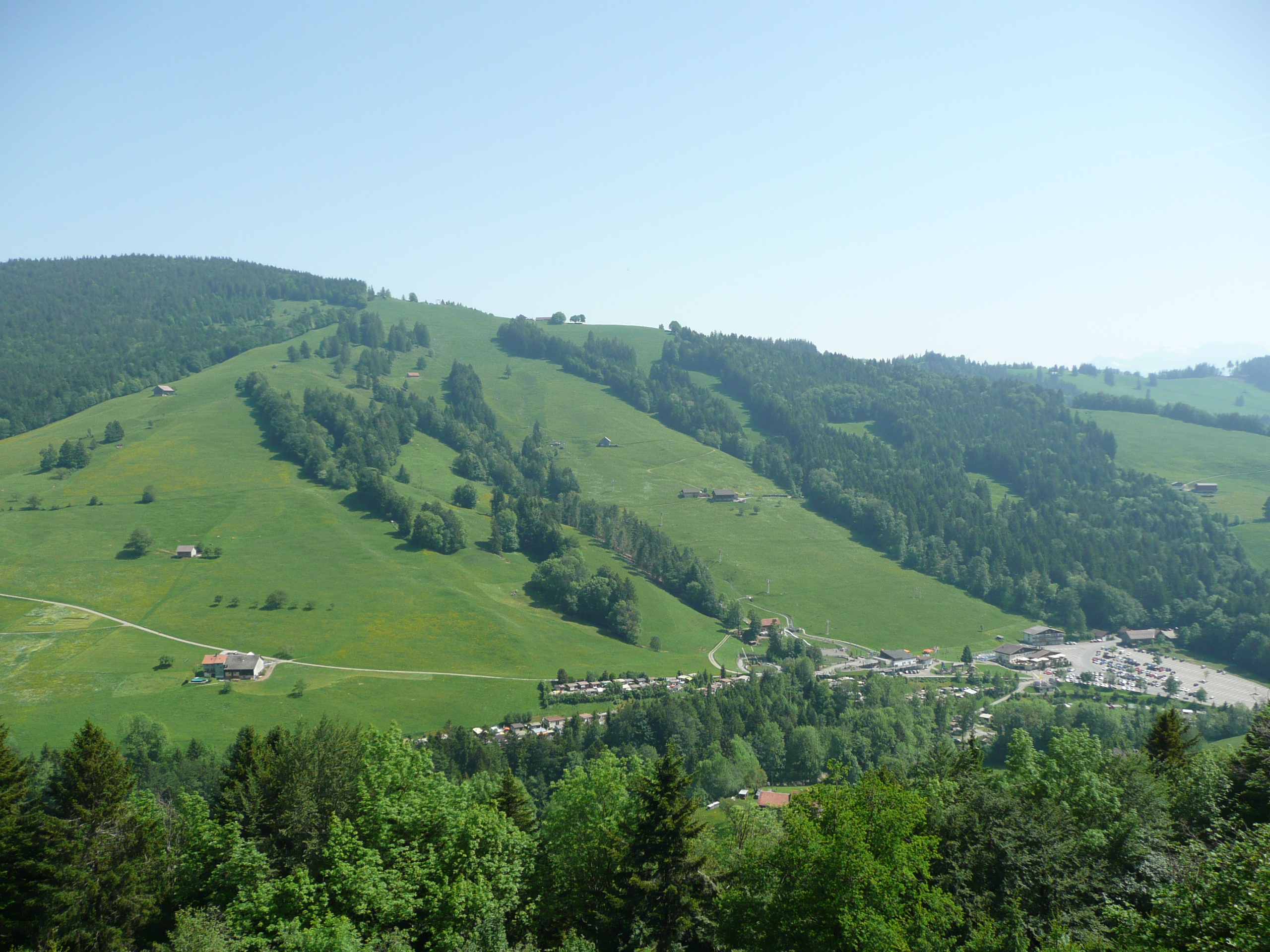
Atzmännig

L'economia locale si basa prevalentemente sul turismo (stazione sciistica di Atzmännig, parco divertimenti) e sul pendolarismo in uscita.